# Gran Premio di Parigi 1951
Il Gran Premio di Parigi 1951 è stata una gara di Formula 1 extra-campionato mondiale tenutasi il 20 maggio 1951 nel Bois de Boulogne di Parigi in Francia. La corsa è stata vinta dall'italiano Giuseppe Farina al volante di una Maserati 4CLT/48.

## Gara

### Risultati
| Pos | Nr | Pilota                            | Vettura             | Giri | Tempo/Ritiro  |
| --- | -- | --------------------------------- | ------------------- | ---- | ------------- |
| 1   | 24 | Giuseppe Farina                   | Maserati 4CLT/48    | 125  | 2h53'12.5     |
| 2   | 22 | José Froilán González             | Talbot-Lago T26GS   | 125  | + 39.6        |
| 3   | 2  | Louis Rosier                      | Talbot-Lago T26C-DA | 124  | + 1 giro      |
| 4   | 10 | Henri Louveau                     | Talbot-Lago T26C    | 121  | + 4 giri      |
| 5   | 4  | Philippe Étancelin                | Talbot-Lago T26C-DA | 121  | + 4 giri      |
| 6   | 16 | Pierre Levegh                     | Talbot-Lago T26C    | 116  | + 9 giri      |
| 7   | 26 | Toulo de Graffenried Harry Schell | Maserati 4CLT/48    | 112  | + 13 giri     |
| Rit | 18 | André Simon                       | Simca-Gordini T15   | 93   | Valvole/Freni |
| Rit | 32 | Aldo Gordini                      | Simca-Gordini T15   | 73   | Valvole       |
| Rit | 14 | Maurice Trintignant               | Simca-Gordini T15   | 53   | Frizione      |
| Rit | 20 | Juan Manuel Fangio                | Simca-Gordini T15   | 49   | Valvole       |
| Rit | 16 | Robert Manzon                     | Simca-Gordini T15   | 20   | Frizione      |
| Rit | 12 | Yves Giraud-Cabantous             | Talbot-Lago T26C    | 16   | Valvole       |
| NA  | 8  | Georges Grignard                  | Talbot-Lago T26C-DA | -    | Non arrivato  |